# NGC 6683
NGC 6683 é um aglomerado aberto na direção da constelação de Scutum. O objeto foi descoberto pelo astrônomo John Herschel em 1827, usando um telescópio refletor com abertura de 18,6 polegadas. Devido a sua moderada magnitude aparente (+9,4), é visível apenas com telescópios amadores ou com equipamentos superiores. 